# Francesco Lollobrigida
Francesco Lollobrigida (n. 21 martie 1972, Tivoli, Lazio, Italia) este un politician italian.